# عبدالله ترائوره (بازیکن فوتبال، زاده ۱۹۷۰)
عبدالله ترائوره (انگلیسی: Abdoulaye Traoré؛ زادهٔ ۱۳ اوت ۱۹۷۰) بازیکن فوتبال اهل مالی بود.
وی همچنین در تیم ملی فوتبال مالی بازی کرده است.